# 第7機甲旅団 (フランス陸軍)
第7機甲旅団（だいななきこうりょだん、7e brigade blindée：7e BB）は、フランス陸軍の旅団のひとつ。CFAT隷下の機甲旅団で司令部をドゥー県のブザンソンに置く。旅団は約8,000名の隊員で構成される。元となった部隊は旧第7機甲師団で、1999年に師団から旅団に改編された。2016年7月1日に第9海兵軽機甲旅団および27山岳歩兵旅団と共に第1機甲師団の隷下となる。

## 沿革
- 1999年：陸軍の改編で旅団となる。
- 2016年7月1日 : 第1機甲師団の隷下となる。

## 編制
2016年現在
- ブザンソン駐屯地（ドゥー県）
  - 旅団司令部及び同付中隊
- （アルデンヌ県）
  - 第3工兵連隊
- （ヴォージュ県）
  - 第1狙撃兵連隊
- Mailly-le-Camp(Thierville)駐屯地（オーブ県（ウール県））
  - 第1猟兵連隊
  - 第5竜騎兵連隊[1]
- ベルフォール駐屯地（テリトワール＝ド＝ベルフォール県）
  - 第35歩兵連隊
- コルマール駐屯地（オー＝ラン県）
  - 第152歩兵連隊
- Valbonne駐屯地（アン県）
  - 第68アフリカ砲兵連隊
- ヴェルダン駐屯地（ムーズ県）
  - 第7旅団装甲偵察隊